# Всехсвятская церковь (Кунгур)
Всехсвятская церковь — храм Пермской и Кунгурской епархии Русской православной церкви, находится в Кунгуре в Пермском крае.

## История
Всехсвятская церковь была заложена 28 мая (9 июня) 1844 года архиепископом Аркадием. Для неё было выбрано место за пределами тогдашнего Кунгура на Ледяной горе над Карасьим озером у городского кладбища.
Строительство церкви велось кунгурским купцом Петром Степановичем Фоминым, а финансировалось тестем Фомина — купцом Фёдором Лаврентьевичем Шмаковым. Постройка была завершена в 1847 году, а 1 (13) июня 1847 года архиепископ Аркадий освятил её. Административно новая церковь была приписана к Свято-Преображенской церкви Кунгура, поэтому в ней не было своих прихожан, и её посещали верующие со всего Кунгура. В церкви отпевали тех, кого хоронили на близлежащем кладбище. В церкви ежедневно совершались богослужения, а по воскресеньям и праздничным дням в ней служили две литургии.
После Октябрьской революции 1917 года здание церкви стало принадлежать государству, а 6 января 1941 года церковь была закрыта. В её здании какое-то время работал краеведческий музей, в нём проживали солдаты, либо оно вообще пустовало. Она была вновь открыта в октябре 1943 года, и в ней снова начались ежедневные богослужения. В марте 1945 года вместо диакона А. Пихтовникова диаконом церкви стал Арсений Федорович Пантелеймонов, который вернулся с войны из-за ранения ног. Пантелеймонов прослужил в церкви 43 года до самой своей смерти 3 апреля 1988 года. Церковь внесла свой вклад в победу в войне — она сдала в фонд обороны 174 320 рублей. Он также оказывала шефскую помощь городской больнице и госпиталям, организовывала сбор теплых вещей и посылок для фронта и пожертвований детям павших солдат.
В 1960 г. настоятелем Всехсвятской церкви стал протоиерей Борис С. Бартов, прослужив здесь 38 лет. С 1993 года при церкви начала работу воскресная школа. В 1996 году церковь с визитом посетил Патриарх Всея Руси Алексий II.
Согласно Распоряжению облисполкома № 108 от 15 мая 1986 года здание Всехсвятской церкви было признано памятником архитектуры местного значения.

## Описание
Всехсвятская церковь является небольшой, а её архитектурное решение представляет собой переход от классицизма к эклектике. Она построена в виде креста, который состоит из апсиды, четверика храма и притвора с колокольней. Четверик является кубическим, одноэтажным и двусветным, сильно вытянутым вверх и венчается ложным куполом, скрывающим сомкнутый свод. Купол церкви венчается вытянутым вверх глухим восьмериком с луковичной главой. Окна здания имеют наличники-обводы.

## Духовенство
- Настоятель храма — священник Александр Симыкин
- священник Димитрий Сивков[1]

## Примечание
1. ↑  Храм Всех святых города Кунгура — Пермская митрополия. Дата обращения: 20 ноября 2021. Архивировано 20 ноября 2021 года.